# تومازو کازونی
تومازو کازونی (ایتالیایی: Tommaso Casoni؛ ‏ تلفظ ایتالیایی: [tomˈmaːzo]؛ ‏ ۲۷ اوت ۱۸۸۰ – ۶ سپتامبر ۱۹۳۳) پزشک اهل پادشاهی ایتالیا بود. وی دانش‌آموختهٔ رشتهٔ پزشکی در دانشگاه بولونیا بود و دکترای پزشکی خود را در سال ۱۹۰۶ دریافت کرد. پژوهش‌های او در زمینهٔ کیست هیداتید منجر به کشف آزمایش کازونی شد.